# Cridaner de coroneta roja
El cridaner de coroneta roja (Pomatostomus ruficeps) és una espècie d'ocell de la família dels pomatostòmids que habita boscos àrids d'eucaliptus i herbassars de la zona interior del sud-est d'Austràlia.